# Olivola
Olivola – miejscowość i gmina we Włoszech, w regionie Piemont, w prowincji Alessandria.
Według danych na styczeń 2010 gminę zamieszkiwało 131 osób przy gęstości zaludnienia 48,9 os./1 km².